# قرة تبة (مياندوآب)
قرة تبة هي قرية في مقاطعة مياندوآب، إيران. عدد سكان هذه القرية هو 864 في سنة 2006.